# AZS Koszalin (piłka ręczna)
Młyny Stoisław Koszalin – polski żeński klub piłki ręcznej, utworzony w 1999 w Koszalinie. Od 2004 występuje w najwyższej polskiej klasie rozgrywkowej. Brązowy medalista mistrzostw Polski w sezonie 2012/2013, 2017/2018, 2018/2019 i zdobywca Pucharu Polski w sezonie 2007/2008. Poprzednie nazwy: AZS Politechnika Koszalin (1999–2004), AZS Politechnika Koszalińska (2004–2013), Energa AZS Koszalin (2013-2019).

## Historia
Klub powstał w 1999. W latach 1999–2001 występował w II lidze, natomiast w latach 2001–2004 grał w I lidze. W 2004 wywalczył awans do Ekstraklasy. W sezonie 2005/2006 po raz pierwszy awansował do fazy play-off, którą zakończył na 6. miejscu. Tę samą lokatę uzyskał w sezonie 2006/2007. W sezonie 2007/2008 koszaliński zespół pokonał w 1/4 finału Łączpol Gdynia (26:19, 27:21), natomiast w półfinale przegrał z AZS-AWFiS Gdańsk (30:37, 30:25, 26:28). W rywalizacji o 3. miejsce został pokonany przez Zagłębie Lubin (29:32, 21:26, 26:27), zajmując ostatecznie 4. pozycję. W sezonie 2007/2008 klub wywalczył Puchar Polski – w rozegranym 17 maja 2008 finale pokonał SPR Lublin (32:26). Najlepszą zawodniczką spotkania finałowego została wybrana bramkarka Iwona Łącz, natomiast najwięcej bramek dla koszalińskiej drużyny zdobyła Aleksandra Kobyłecka (dziewięć).
W sezonie 2008/2009 klub przegrał w finale Pucharu Polski z Zagłębiem Lubin (23:27). W sezonach 2010/2011 i 2011/2012 AZS Politechnika Koszalińska ponownie bezskutecznie walczyła o brązowy medal mistrzostw Polski, przegrywając w rywalizacji o 3. miejsce kolejno z Łączpolem Gdynia i SPR-em Lublin. W sezonie 2012/2013  zespół zakończył fazę zasadniczą na 4. miejscu w tabeli (wygrał 11 meczów, jeden zremisował, a 10 przegrał). W ćwierćfinale play-off wyeliminował Pogoń Szczecin (25:19, 27:20), natomiast w półfinale przegrał z SPR-em Lublin (25:37, 24:33, 28:37). W rywalizacji o 3. miejsce zmierzył się z Vistalem Łączpolem Gdynia. Po pierwszych dwóch meczach, rozegranych 4 i 5 maja 2013 w Gdyni, był remis 1:1 (20:17, 22:23). Zwycięzcy nie wyłoniły dwa następne mecze, które odbyły się 11 i 12 maja w Koszalinie (21:20, 20:22). O brązowym medalu zadecydowało dopiero ostatnie starcie 18 maja 2013, w którym koszalińska odniosła zwycięstwo (23:20) i wywalczyła brązowy medal mistrzostw Polski.
Sezon 2013/2014 klub zakończył na 5. miejscu, sezon 2014/2015 na 7. miejscu, a sezon 2015/2016 ponownie na 5. miejscu. W sezonie 2016/2017, w którym zmieniono system rozgrywek (zlikwidowano fazę play-off), AZS Koszalin był po rundzie zasadniczej na 6. miejscu. W rywalizacji o mistrzostwo Polski wygrał jedno spotkanie (22 kwietnia 2017 ze Startem Elbląg), jedno też zremisował, a osiem przegrał, kończąc sezon na 6. pozycji.
W europejskich pucharach koszaliński klub zadebiutował w sezonie 2008/2009, przegrywając w trzeciej rundzie Pucharu Zdobywców Pucharów z hiszpańskim Balonmano Parc Sagunto (23:28, 23:36). W sezonie 2012/2013 AZS Politechnika dotarła do ćwierćfinału Challenge Cup, w którym 9 i 17 marca 2013 przegrała z późniejszym zwycięzcą rozgrywek, czeskim Baníkiem Most (23:26, 27:31). W Challenge Cup koszalińska drużyna grała też w sezonach 2011/2012 i 2014/2015. W sezonie 2013/2014 AZS Koszalin przystąpił z kolei do gry w Pucharze EHF, przegrywając w 3 rundzie (10 i 16 listopada 2013) z rosyjską Astrachanoczką (27:36, 20:25).

## Sukcesy
- Mistrzostwa Polski:
  - 3. miejsce: 2012/2013, 2017/2018, 2018/2019
  - 4. miejsce: 2007/2008, 2010/2011, 2011/2012[5]
- Puchar Polski:
  - Zwycięstwo: 2007/2008
  - Finał: 2008/2009[5]
- Challenge Cup:
  - 1/4 finału: 2012/2013[8]

## Kadra w sezonie 2021/2022
Opracowano na podstawie materiału źródłowego
| Bramkarki - 1. Katarzyna Zimny - 12. Natalia Filończuk - 88. Alekxandra Ivanytsia Rozgrywające - 6. Paula Mazurek - 7. Anna Mączka - 11. Gabriela Haric - 21. Martyna Żukowska - 31. Adrianna Kurdzielewicz - 55. Adrianna Nowicka - 71. Martyna Borysławska | Skrzydłowe - 5. Gabriela Urbaniak - 9. Żaneta Lipok - 10. Aleksandra Zaleśny - 24. Emilia Kowalik Obrotowe - 27. Hanna Rycharska - 91. Daria Somionka |